# Chlamydotheca speciosa
Chlamydotheca speciosa är en kräftdjursart som först beskrevs av James Dwight Dana 1849.  Chlamydotheca speciosa ingår i släktet Chlamydotheca och familjen Cyprididae. Inga underarter finns listade i Catalogue of Life.